# Andrena jessicae
Andrena jessicae är en biart som beskrevs av Cockerell 1896. Andrena jessicae ingår i släktet sandbin, och familjen grävbin. Inga underarter finns listade i Catalogue of Life.